# Skrzynka danych
Skrzynka danych (cz. Datová schránka) – czeska platforma teleinformatyczna służąca do komunikacji obywateli z jednostkami administracji publicznej w ujednolicony, standardowy sposób. Założonych jest na niej 995 tysięcy profili, a za jej pośrednictwem wysłano 670 mln wiadomości, ok. 9 mln miesięcznie (stan na 14 lipca 2019). Czeski odpowiednik polskiego EPUAP.

## Opis
Platforma została uruchomiona 1 lipca 2009 na podstawie Ustawy z 17 lipca 2008 o czynnościach elektronicznych i autoryzowanych konwersjach dokumentów. Służy do przesyłania dokumentów elektronicznych między organami władzy publicznej i samorządowej a osobami fizycznymi i prawnymi. Od 1 stycznia 2010 dopuszczalne jest przesyłanie wiadomości między podmiotami prywatnymi. Administratorem skrzynki danych jest Ministerstwo Spraw Wewnętrznych Czech, zaś za jej techniczną obsługę odpowiada Czeska Poczta.
Posiadanie profilu na skrzynce danych jest obowiązkowe dla wszystkich organów władzy publicznej i samorządowej (w Czechach do tej grupy zalicza się także notariuszy i komorników) oraz osób prawnych. Musiały one to zrobić w ciągu 90 dni od wejścia w życie ustawy. Z czasem poszerzano zakres podmiotów obowiązanych mieć profil o osoby wykonujące poszczególne zawody w ramach jednoosobowych działalności gospodarczej. Przykładowo, od 1 lipca 2012 profile obowiązkowo mają adwokaci, doradcy podatkowi, syndycy. Łącznie z mocy ustawy podmioty ma ok. 400 000 podmiotów. Założenie skrzynki danych jest zaś dobrowolne dla wszystkich osób posiadających pełną zdolność do czynności prawnych, co uczyniło blisko 600.000 osób (na ok. 8,4 mln dorosłych Czechów). Łącznie profili skrzynek danych jest 995 246. Za ich pośrednictwem wysłano od początku uruchomienia platformy 670 701 121 pism. Osoba posiadająca dwie skrzynki danych, np. jako osoba fizyczna i indywidualny przedsiębiorca, może połączyć je w jeden profil. Rejestr użytkowników skrzynek danych nie cechuje się pełną jawnością formalną, gdyż osoby fizyczne nie mogą być wyszukane przez podmioty prywatne, o ile same nie wyraziły na to zgody. Szacuje się, że w latach 2009–2013 skrzynki danych pozwoliły zaoszczędzić organom władzy publicznej ok. 2,75 mld koron czeskich (100 mln euro), zaś podmiotom prywatnym 793 mln koron (30 mln euro).
Korzystanie z podstawowych usług skrzynki danych jest darmowe. Za dodatkową opłatą można korzystać z dodatkowych funkcji, np. z magazynu danych (cz. datový trezor), który pozwala przechowywać wiadomości dłużej niż 90 dni (w wersji bezpłatnej po tym okresie są kasowane). Skrzynka danych nie ma pola wiadomości. Treść pisma przesyła się w załącznikach. Dopuszczalnych jest ponad 40 formatów, m.in. .pdf, .doc, TXT, MP3, .ods, .xls, .ppt, .jpg, GIF. Jeśli podmiot ma profil skrzynki danych, organy władzy obowiązane są komunikować się z nim tylko tą drogą, z pominięciem tradycyjnej poczty (przy czym w 2013 Sąd Najwyższy uznał za skuteczne doręczenie tradycyjną pocztą pisma do adresata, który miał skrzynkę danych).
Moc prawna doręczenia za pośrednictwem skrzynki danych jest równoznaczna z czynnością dokonaną osobiście lub na piśmie. Odpowiada ona tradycyjnemu doręczeniu pocztowemu za potwierdzeniem odbioru. Pismo uznaje się za doręczone w momencie zalogowania się adresata do systemu. Jeśli zaś się nie zaloguje w ciągu 10 dni od momentu trafienia pisma do jego skrzynki danych, doręczenie uznaje się za skuteczne wraz z upływem dziesiątego dnia (tzw. fikcja doręczenia). Jeśli wypada on na dzień wolny od pracy, doręczenie jest skuteczne wraz z następnym dniem roboczym. W lipcu 2019 w ciągu 10 dni od wpłynięcia doręczanych było 99,44% pism wysyłanych za pośrednictwem skrzynki danych. W przypadku wysyłki pisma, dla dochowania terminu kluczowy jest moment rzeczywistego wysłania z dokładnością do sekundy, a nie trafienia na serwer adresata, co potwierdził Trybunał Konstytucyjny. W razie niemożności obsługi skrzynki danych, przywrócenie terminu następuje na zasadach ogólnych. Zasadniczo argumentem nie są indywidualne przeszkody osoby obsługującej skrzynkę danych.

## Liczba profili skrzynki danych
Na podstawie materiału źródłowego.